# Berger Warte

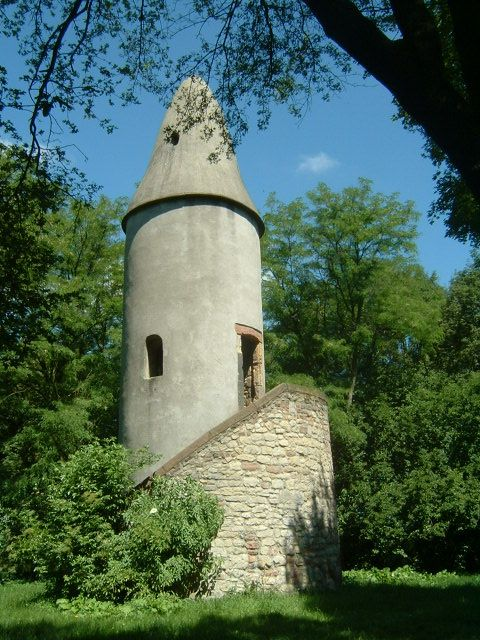
Die Berger Warte steht am höchsten Punkt Frankfurts auf dem Berger Rücken

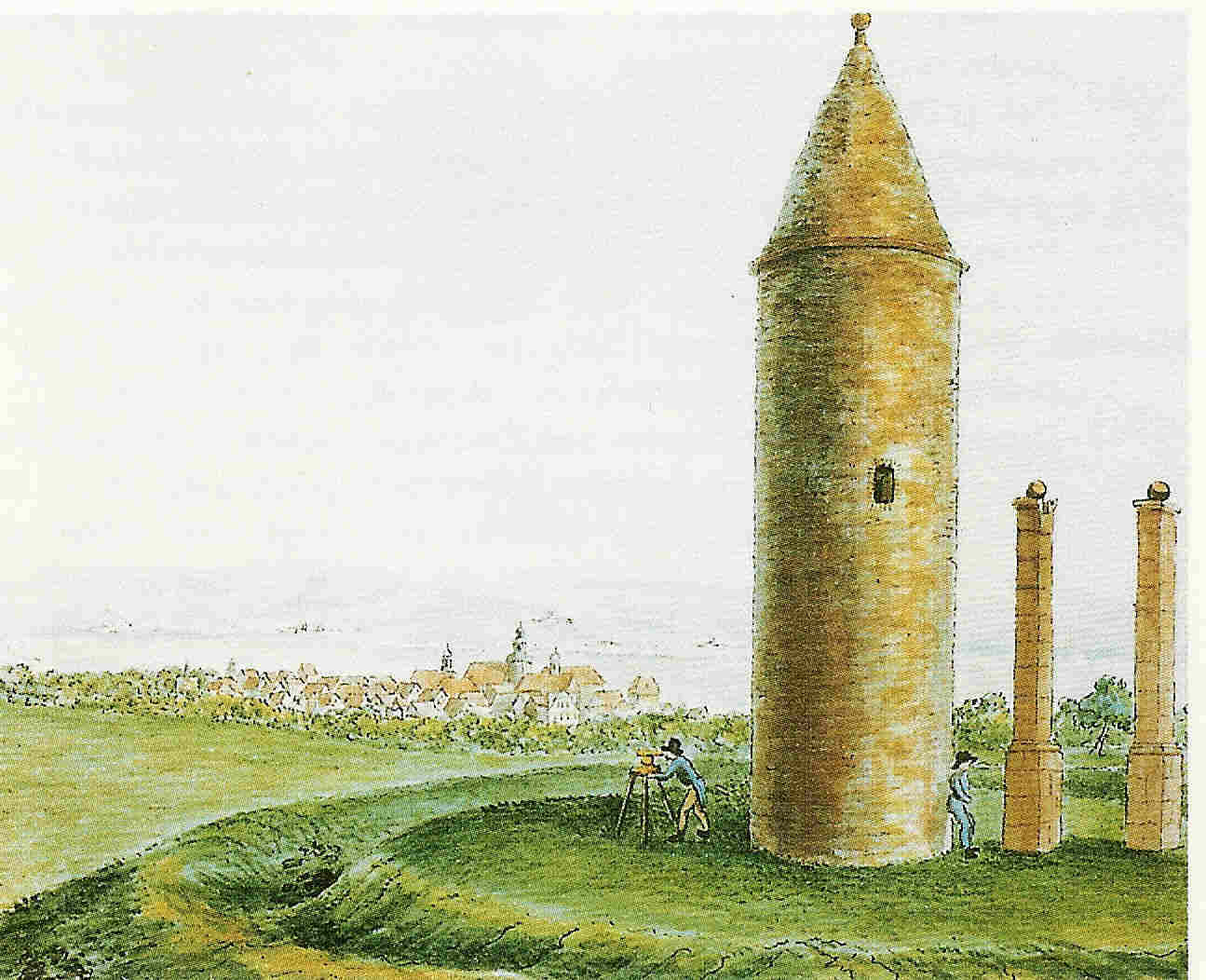
Berger Warte um 1820. Zeichnung von Friedrich Philipp Usener. Rechts im Bild zwei Pfähle des Berger Galgens

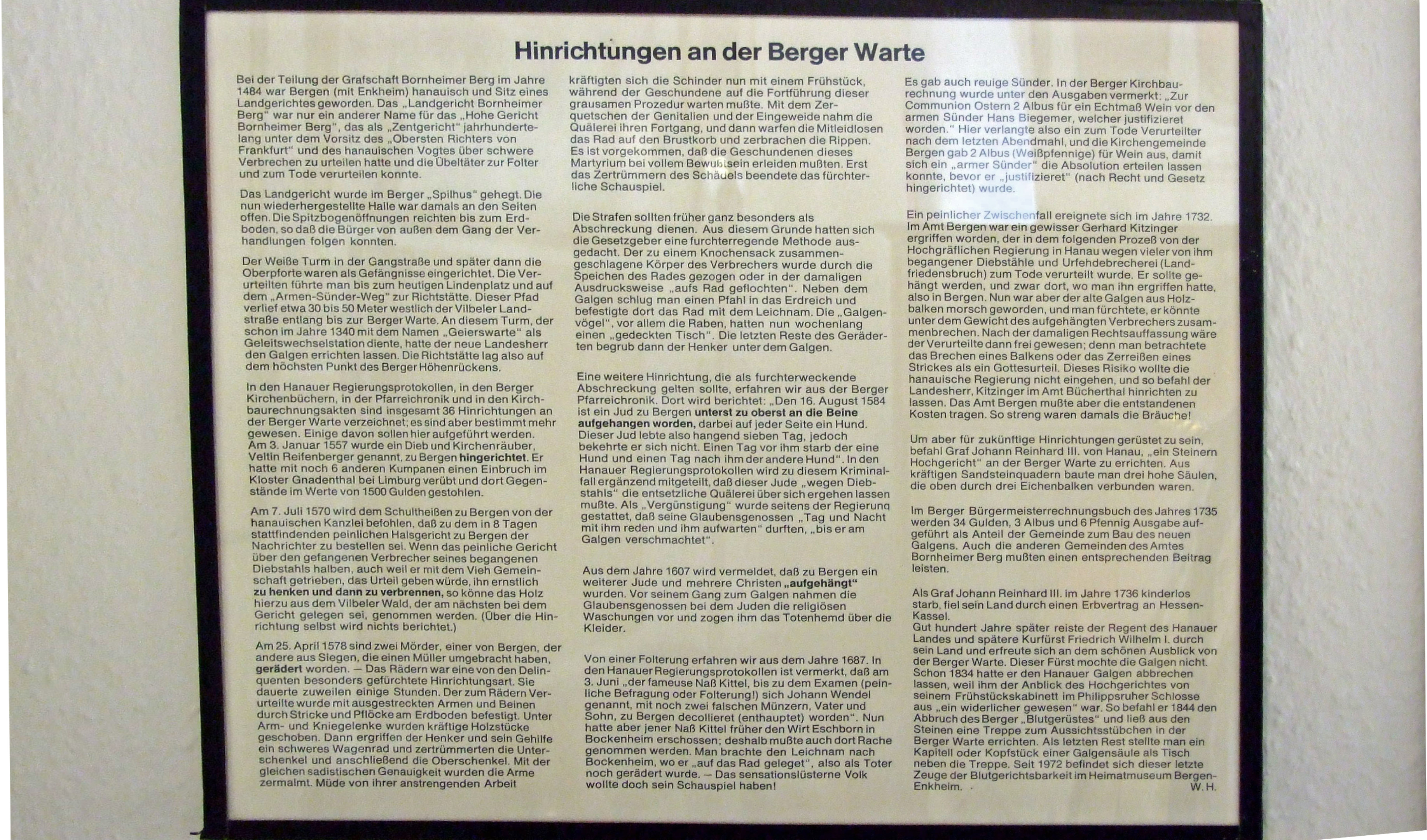
Textblatt im Heimatmuseum Bergen-Enkheim mit der Geschichte der Richtstätte an der Berger Warte

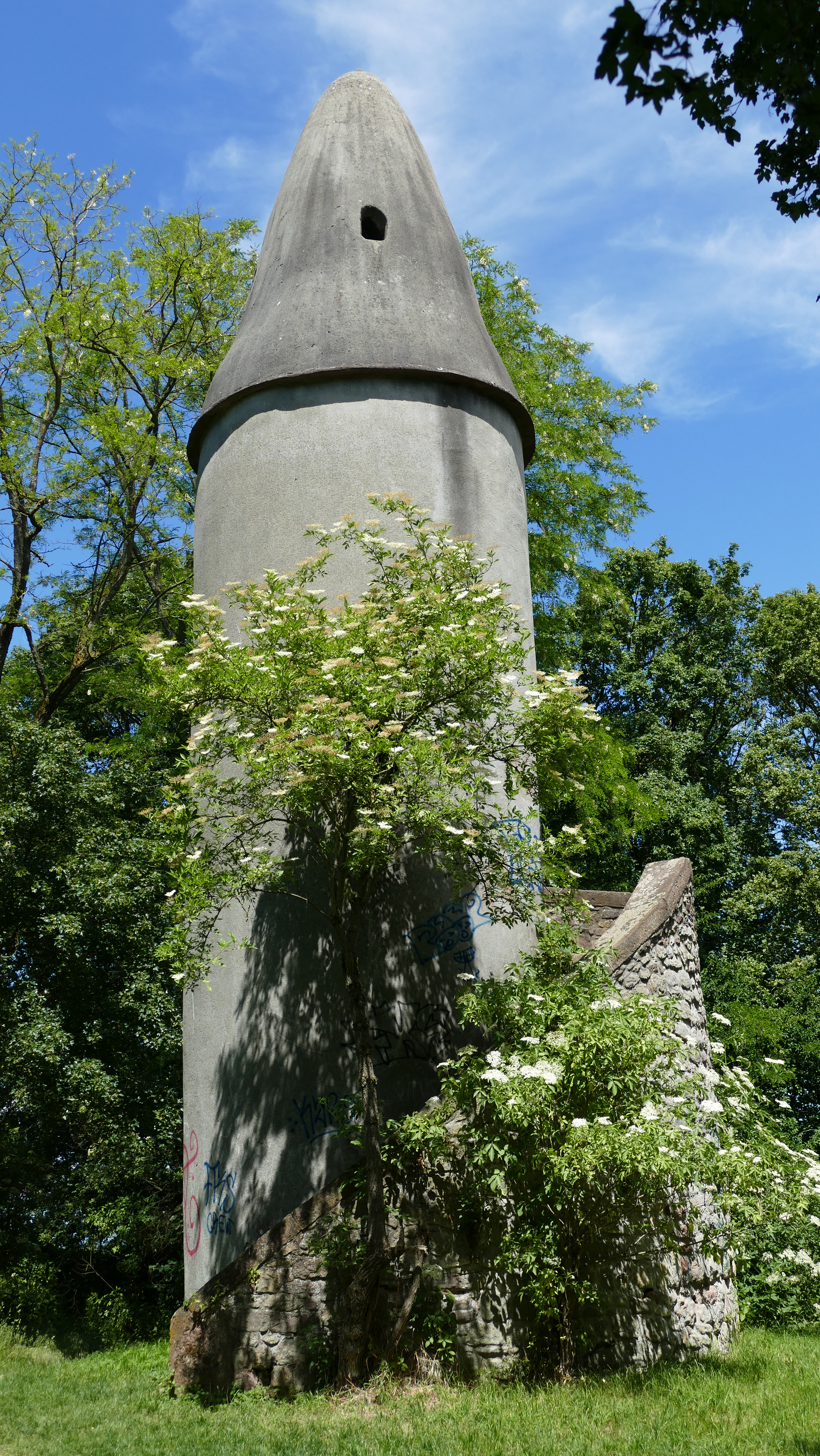
Berger Warte, Mai 2020

Die Berger Warte ist ein in der Mitte des 16. Jahrhunderts errichteter, etwa 12 Meter hoher, aus Rotem Mainsandstein gemauerter Wartturm. Der Turm mit kreisrundem Grundriss steht an der höchsten Stelle (212,4 m ü. NN) des heutigen Stadtgebiets von Frankfurt am Main, in der Gemarkung von deren östlichem Stadtteil Seckbach. Dort befindet er sich an der Grenze zum Stadtteil Bergen-Enkheim, wenige Meter westlich der Bundesstraße 521, auf dem Mittelgebirgszug Berger Rücken.
Anders als die vier übrigen in der Stadt Frankfurt erhalten gebliebenen, spätmittelalterlichen Warttürme gehört die Berger Warte nicht zum System der Frankfurter Landwehr, sondern sie war ein Beobachtungsposten und eine Geleitwechselstation an einer historischen Straße zwischen Frankfurt und der Ortschaft Bischofsheim. An der Warte begann beziehungsweise endete der Geleitschutz, den die Stadt Frankfurt reisenden Händlern gewährte. Die Warte stand zur Zeit ihrer Funktion auf dem Gebiet der Herren und Grafen von Hanau, denen die Grafschaft Bornheimer Berg im Jahr 1320 durch Pfandschaft und spätestens im Jahr 1434 mittels Belehnung zugefallen war.
Die Berger Warte steht unter Denkmalschutz nach dem hessischen Denkmalschutzgesetz.

## Geschichte des Wartturms und seiner Umgebung
Eine erste, hölzerne Warte ist bereits 1340 als Geierswarte (Gyriswarte) nachweisbar. Im Jahr 1552 wurde dieser Bau während der Belagerung Frankfurts im Fürstenaufstand von Truppen des Markgrafen Albrecht Alcibiades von Brandenburg-Kulmbach niedergebrannt (→ Zweiter Markgrafenkrieg), anschließend jedoch im Jahr 1557 auf Geheiß des Grafen Philipp III. von Hanau-Münzenberg aus Stein wieder errichtet.
Der Eingang zum Turm befindet sich im ersten Stockwerk und war vor der Errichtung einer Zugangstreppe im 19. Jahrhundert über eine Leiter erreichbar, die im Krisenfall eingezogen werden konnte. Ein kreisförmiger Wall mit einfachem Graben und auf dem aufgeworfenen Erdmaterial errichteten Holz-Palisaden umschloss den Turm in etwa zwölf Metern Entfernung.
Im Siebenjährigen Krieg befehligte der französische Feldherr Marschall de Broglie am 13. April 1759 von der Berger Warte aus seine Truppen in der Schlacht bei Bergen. Durch seinen Sieg verhinderte er den Einmarsch Preußens nach Frankfurt.
Vom 23. September bis zum 17. Oktober 1790 lagerte an der Berger Warte die 5000 bis 6000 Mann (nach anderen Quellen 1700 Mann) starke Armee der Landgrafschaft Hessen-Kassel unter der Führung des Landgrafen Wilhelm IX. (dem späteren hessischen Kurfürsten Wilhelm I.). Die Armee sollte die Kaiserwahl in Frankfurt vor revolutionären Umtrieben schützen. 300 Kanonenschüsse verkündeten am 30. September aus Richtung Frankfurt die Wahl Leopold II. zum römisch-deutschen Kaiser. Die hessischen Truppen antworteten mit einer Ehrensalve aus 21 Geschützen. Am 11. Oktober, zwei Tage nach seiner Krönung, besuchten der Kaiser, die Kurfürsten sowie weitere hohe Gäste des Ereignisses den hessischen Landgrafen an der Berger Warte. Die Leopoldsäule, die der Landgraf unweit der Warte errichten ließ, erinnert daran.
In der Nähe der Warte war von 1484 bis 1834 die Richtstätte des Hohen Gerichts der Grafschaft Bornheimer Berg. 36 Todesurteile wurden dort am Galgen vollstreckt. Bis zur Aufteilung der Grafschaft zwischen Frankfurt und Hanau im Jahr 1484 war der Richtplatz in Bornheim auf dem Galgenberg gewesen. Im Jahr 1735 wurde der hölzerne Galgen des Hochgerichts durch eine Konstruktion aus Stein ersetzt. Diese Steine wurden nach dem Abbruch des Galgens 1834 (nach anderen Quellen im Jahr 1844) für die Treppe zum Turmeingang im ersten Stock verbaut. Der Galgen wurde angeblich abgerissen, weil dessen Anblick dem hessisch-kasselschen Kurfürsten im Rumpenheimer Schloss „vom Frühstückstisch aus […] ein widerlicher gewesen sei“. Bis in die Gegenwart ist in aktuellen Stadtplänen Frankfurts der dortige Straßen- und Flurname Am Galgen vermerkt.
Am 4. Juni 1848 hielten mehrere Abgeordnete der Frankfurter Nationalversammlung, darunter Friedrich Ludwig Jahn („Turnvater Jahn“), von der Treppe der Berger Warte aus Ansprachen zu einem aus Turnern bestehenden Publikum. Im Zweiten Weltkrieg wurde der Wartturm beschädigt; die am Gebäude entstandenen Schäden wurden in den 1950er-Jahren beseitigt.

## Der gleichnamige BergBerger Warte

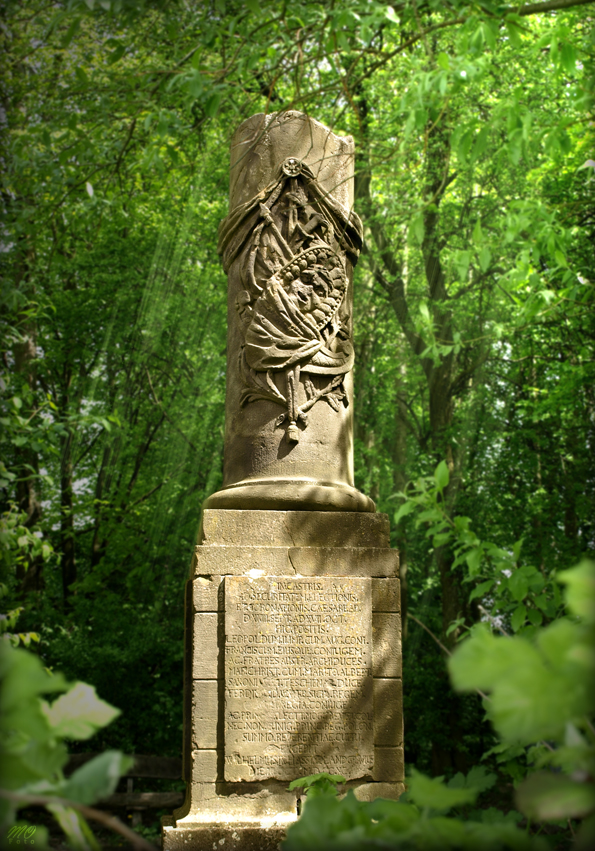
Die Leopoldsäule, ca. 370 m Luftlinie von der Berger Warte entfernt

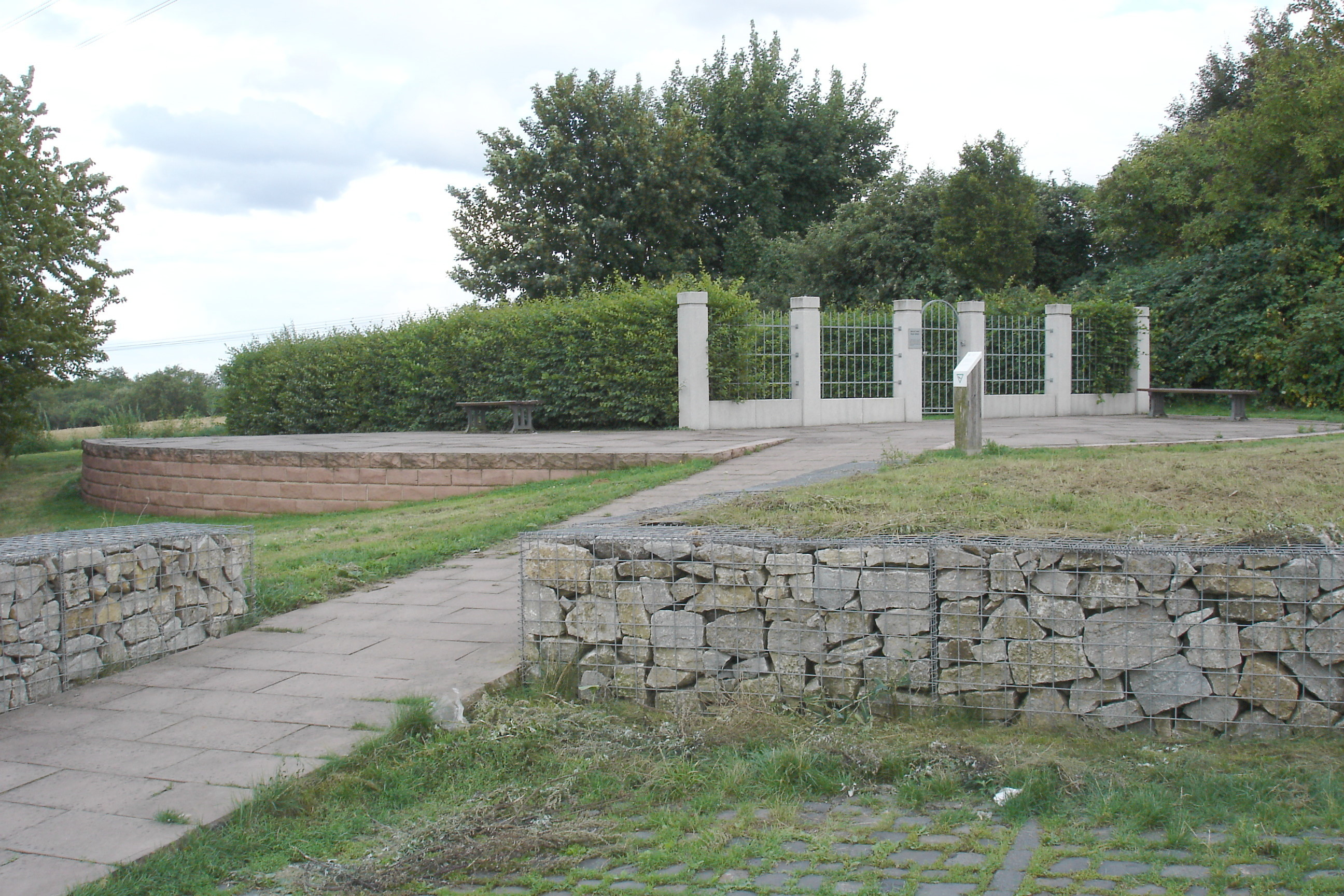
Neuer jüdischer Friedhof Bergen, Ansicht von Westen

Der Berg Berger Warte, auf dem der Wartturm steht, ist mit 212,4 m ü. NN (Dominanz 11,45 km, Prominenz 50 m) auch die höchste von den vier als Gipfel zählbaren Erhebungen auf dem Stadtgebiet von Frankfurt am Main, gefolgt vom wenig weiter nordöstlich anschließenden Gisisberg (202 m ü. NN) und den südmainischen Erhebungen Monte Scherbelino (169,9 m ü. NN, ehemalige Abfalldeponie) und Sachsenhäuser Warte mit 159 m ü. NN.
Neben dem Wartturm ist die Anhöhe auf der Nordseite mit einer Umspannstation und wenigen Wohngebäuden (Straßenname Am Galgen) bebaut. An der nordwestlichen Ecke des Geländes der Umspannstation steht die Leopoldsäule, die Ehrensäule anlässlich der Krönung Leopold II.; von dort aus hat man einen freien Blick bis zum westnordwestlich von Frankfurt gelegenen Mittelgebirgszug Taunus. Die Kuppe des Berger Rückens wird von Nord nach Süd von der Bundesstraße 521 – lokaler Straßenname Vilbeler Landstraße – überquert, welche von Norden aus gesehen vor dem Frankfurter Stadtteil Bergen-Enkheim links nach Büdingen abbiegt. Auf der der Warte gegenüberliegenden, östlichen Seite der B 521 befindet sich der von 1925 bis 1942 genutzte, jetzt geschlossene jüdische Friedhof Bergen-Enkheim. Das FFH-Gebiet Berger Warte liegt ebenfalls nordöstlich der nahen B 521. Das Gebiet um die Berger Warte gehört seit 1991 zum nordöstlichen Teil des Landschaftsschutzgebiets des Frankfurter Grüngürtels.
Unterhalb des höchsten Punktes der Anhöhe der Berger Warte verlief eine Altstraße namens Via Regia (bei Frankfurt später auch Hohe Straße oder Diebsgrundweg genannt) – ein historischer Handelsweg von Mainz über Frankfurt bis nach Schlesien. 

## Verkehrsanbindung
Die Berger Warte kann zu Fuß oder per Fahrrad von Westen/Südwesten, von Seckbach aus über den Lohrberg erreicht werden, vom südlich davon gelegenen Bergen sowie dem nördlichen Bad Vilbel aus über die Vilbeler Landstraße (B 521). Bei jeder Variante sind zum Teil erhebliche Steigungen zu überwinden. Für den motorisierten Individualverkehr ist vor Ort ein öffentlicher Parkplatz ausgewiesen. Mit dem öffentlichen Personennahverkehr (ÖPNV) dient die RMV-Buslinie 551, Haltestelle Berger Warte, als Zubringer. Von dort aus ist der Zugang zum Wartturm relativ ebenerdig.